# Hậu Hoàng
Hoàng Thúy Hậu (sinh ngày 4 tháng 7 năm 1995), thường được biết đến với nghệ danh Hậu Hoàng, là một nữ YouTuber kiêm vũ công người Việt Nam. Cô nổi tiếng với các video nhạc chế của mình trên YouTube. 
Tính đến  tháng 8 năm 2022, kênh YouTube của cô đã có hơn 8 triệu người đăng ký và 3.1 tỷ lượt xem video. Ở Việt Nam, kênh của cô nằm trong top 12 kênh có số lượng đăng ký lớn nhất và là kênh có lượng lượt xem trung bình mỗi video cao nhất (tính đến  ngày 5 tháng 5 năm 2021).

## Cuộc đời và sự nghiệp
Hoàng Thúy Hậu sinh ngày 4 tháng 7 năm 1995 tại Hà Nội trong một gia đình có cha mẹ là sĩ quan quân đội và là cựu sinh viên ngành Tài chính, Học viện Tài chính (Hà Nội). Năm thứ tư khi đang học đại học, cô đăng tải lên mạng một clip cover mang tên "Lép" với mục đích "cho vui", nhưng video đã trở nên nổi tiếng và được nhiều người đón nhận. Sau khi tốt nghiệp, cô làm nhân viên văn phòng nhưng đã từ bỏ công việc này và bắt đầu dành thời gian để làm vlog cũng như một số video hài hước tải lên YouTube. Cô cũng là thành viên của nhóm nhảy S.U.D Crew, nhóm từng đăng tải một số clip nhảy vui nhộn cùng với trên trang 9GAG. Video đầu tiên thu hút được hàng triệu lượt xem và hàng trăm nghìn lượt bình luận, cô chia sẻ:
| “ | Clip đầu tiên được lên 9gag khiến mình khá shock nhưng mà shock theo kiểu sung sướng vì không chỉ ở trong nước mà quốc tế cũng rất nhiều người yêu thích và ủng hộ. Nhiều bạn đến từ các nước nhắn tin nói rằng rất thích video của mình. Hôm vừa rồi nhóm nhảy của mình có đi quay cùng với một đoàn quay phim bên Malaysia họ cũng nhận ra và nói với mình clip đó rất nổi tiếng và được nhiều người biết đến. | ” |

Năm 2017, cô bắt đầu sáng tác, biểu diễn và đăng tải các ca khúc nhạc chế trên YouTube với sự trợ giúp từ nhóm của mình (Hậu Hoàng team). Các bài hát chế lại nổi bật gồm "Nhậu cũng là 1 đam mê", "Lùn thì sao", loạt "Tấm Cám chuyện Hậu Hoàng sắp kể", loạt "Những chị đại học đường", "Sức mạnh của Sao Đỏ", "Tuổi thơ tôi", "Bạch Tuyết chuyện Hậu Hoàng sắp kể", "Chị em cây khế",... Tháng 3 năm 2019, video nhạc chế "Những chị đại học đường" đã vượt qua ca khúc "Em đã thấy anh cùng người ấy" của ca sĩ Hương Giang (cùng ra mắt ngày 11 tháng 3) để leo lên vị trị số 1 trên tab Thịnh hành của YouTube; đây cũng là video đầu tiên của Hậu Hoàng cán mốc 100 triệu lượt xem. Clip cũng dẫn đầu danh sách 10 video nổi bật nhất ở Việt Nam của YouTube Rewind 2019.
Trong lễ trao giải METUB WebTV Asia Awards 2019 lần đầu tiên tổ chức tại Việt Nam, cô đã chiến thắng ở hai hạng mục Most Popular Creator of The Year (Nhà sáng tạo nổi bật của năm) và Creator Collaboration Video of the Year (Video hợp tác giữa những nhà sáng tạo của năm) với "Sức mạnh của Sao Đỏ" (hợp tác với thương hiệu nước giải khát Good Mood). Ngày 25 tháng 1 năm 2020, Hậu Hoàng ra mắt video "Nhìn lại 2019" dựa trên ca khúc "Duyên âm" của ca sĩ Hoàng Thùy Linh, kết hợp lại các sản phẩm nhạc chế nổi bật của cô trong năm vừa qua.. Đây cũng là video lọt Top 10 Video nổi bật nhất YouTube 2020: [Nhạc chế] Nhìn lại 2019 - Hậu Hoàng - Cảm ơn tất cả mọi người - Vị trí số 1.
Theo trang web Noxinfluencer, Hau Hoang là kênh YouTube Việt Nam có số người đăng ký cao thứ 10 với 7,3 triệu và số lượt xem trung bình mỗi video cao nhất với 56 triệu. Theo số liệu trên trang Social Blade, kênh đã tải lên 63 video và có tổng lượt xem trên 2 tỷ; thu nhập hàng tháng của cô được ước tính là 44,3–708,4 nghìn đô la Mỹ.
Bắt đầu từ đầu năm 2020, Hậu Hoàng không còn chế nhạc trên những bản nhạc nổi tiếng của người khác nữa, cô đã tiến đến giới hạn xa hơn: tự hát nhạc mới toanh do ekip tự sản xuất hoặc "đặt hàng", những sản phẩm trong năm 2020 hầu hết là các sáng tác mới của nhạc sĩ Hứa Kim Tuyền, lời do team Hậu Hoàng phụ trách. Có thể nói con đường hát chế trên nền nhạc gốc do chính mình sở hữu mà Hậu Hoàng đang "nhăm nhe" gần đây đang cho thấy một hướng đi mới, một điểm khác biệt vô cùng thú vị của Vpop hiện nay.
Năm 2020, Hậu Hoàng tham gia Sao nhập ngũ 2020: Nữ chiến binh cùng Nam Thư, Diệu Nhi, Dương Hoàng Yến, Đỗ Khánh Vân, và Kỳ Duyên. Năm 2024, cô là một trong 30 thành viên góp mặt tại Chị đẹp đạp gió rẽ sóng.

## Đời tư
Mặc dù là YouTuber, nhưng Hậu lại là một người sợ ống kính máy ảnh, máy quay và những nơi đông người. Vì lý do này, cô từng từ chối tham gia nhiều trò chơi truyền hình hay cộng tác với những bên khác, nhưng cô chỉ cảm thấy thoải mái khi ngồi một mình trước ống kính hoặc làm việc với ekip quen. Trong công việc, Hậu được nhận xét là "cẩn thận và có trách nhiệm": cô không bao giờ quảng cáo cho sản phẩm liên quan đến sức khỏe hay mỹ phẩm mà mình chưa sử dụng. Hậu phản đối những kênh YouTube có nội dung bạo lực, phản cảm. Trong tương lai, cô dự định sẽ mở rộng nội dung cho kênh của mình qua những dự án chương trình, phim ngắn,... Ngoài ra cô cũng thích phong cách ăn mặc "nhí nhố, trẻ trung".

## Danh sách bài nhạc chế
| Tựa đề                                          | Ngày xuất bản        | Tác phẩm gốc                           | Nghệ sĩ gốc                                    | Sáng tác                                                                     |
| ----------------------------------------------- | -------------------- | -------------------------------------- | ---------------------------------------------- | ---------------------------------------------------------------------------- |
| "Chiếc bụng đói"                                |                      | "Chiếc bụng đói"                       | Thanh Ngân                                     | Tiên Cookie                                                                  |
| "Kỷ yếu cực mạnh"                               | 26 tháng 6 năm 2017  | "ABC Chuk Kra Took"                    | Sunny Suwanmethanon, Preechaya Pongthananikorn |                                                                              |
| "Chuyện gái trai"                               | 24 tháng 7 năm 2017  | "Ai" (อาย)                             | Natalie Stybert (นาตาลี Natalee)                |                                                                              |
| "Sếp cứ dí chúng em sống sao?"                  | 21 tháng 11 năm 2017 | "Anh xấu xí chứ không xấu xa"          | Don Nguyễn                                     | Nguyên Jenda                                                                 |
| "Học hè"                                        | 28 tháng 1 năm 2018  | "Sweet Dream"                          | Jang Na-ra                                     |                                                                              |
| "Học tiếng mèo kêu"                             | 14 tháng 9 năm 2018  | "Học tiếng mèo kêu"                    | Tiểu Phong Phong, Tiểu Phan Phan               | Tiểu Phong Phong                                                             |
| "Chuyện chị em công sở"                         | 17 tháng 10 năm 2018 | "Teen vọng cổ"                         | Vĩnh Thuyên Kim                                | Trần Anh Khôi                                                                |
| "20/11"                                         | 17 tháng 11 năm 2018 | "Mình yêu nhau đi"                     | Bích Phương                                    | Tiên Cookie                                                                  |
| "Nhậu cũng là 1 đam mê"                         | 22 tháng 11 năm 2018 | "Oh Oh Oh" (โอ๊ะ โอ๊ะ โอ๊ะ)               | China Dolls                                    | Choot Rub Kaek/ Chatchai Chabamnet (ชัชชัย ชาบำเหน็จ)                           |
| "Kém duyên"                                     | 13 tháng 12 năm 2018 | "Kém duyên"                            | Rum, NIT, Masew                                | Hưng Nguyễn, Rum                                                             |
| "Dọn nhà đón Tết"                               | 7 tháng 1 năm 2019   | "Làm người yêu anh nhé baby"           | Ba chú bộ đội                                  | Nguyên Jenda                                                                 |
| "Lùn thì sao?"                                  | 15 tháng 1 năm 2019  | "Dragostea Din Tei"                    | O-Zone                                         | Dan Bălan                                                                    |
| "Tấm Cám chuyện Hậu Hoàng sắp kể"               | 25 tháng 1 năm 2019  | "Boom, Boom, Boom, Boom!!"             | Vengaboys                                      | Dennis van Den Driesschen, Benny Andersson, Wessel van Diepen, Björn Ulvaeus |
| "Cuộc sống là những cú lừa"                     | 2 tháng 2 năm 2019   | "Katyusha" (Катюша)                    |                                                | Mikhail Vasilyevich Isakovsky                                                |
| "Tấm Cám chuyện Hậu Hoàng sắp kể - Phần 2"      | 28 tháng 2 năm 2019  | "Tarzan & Jane"                        | Toy-Box                                        | Per Holm, Toy-Box                                                            |
| "Những chị đại học đường"                       | 11 tháng 3 năm 2019  | "...Baby One More Time"                | Britney Spears                                 | Max Martin                                                                   |
| "Kế hoạch tán trai - Những chị đại học đường 2" | 16 tháng 4 năm 2019  | "Anh Tin Mình Đã Cho Nhau Một Kỷ Niệm" | Lương Bằng Quang, Thu Thủy                     |                                                                              |
| "Nạn mời cưới"                                  | 26 tháng 4 năm 2019  | "Zunea Zunea"                          | Cleopatra Stratan                              |                                                                              |
| "Những chị đại học đường (phần 3)"              | 11 tháng 5 năm 2019  | "Circus"                               | Britney Spears                                 |                                                                              |
| "Tây du ký (4 cô trò Đường Tăng đến Hà Nội)"    | 21 tháng 5 năm 2019  | "Despacito"                            | Luis Fonsi, Daddy Yankee                       | Luis Rodríguez, Erika Ender, Ramón Ayala                                     |
| "Tấm Cám chuyện Hậu Hoàng sắp kể (phần 3)"      | 6 tháng 6 năm 2019   | "Run To You"                           | DJ DOC                                         |                                                                              |
| "Chuyện nghề shipper"                           | 17 tháng 7 năm 2019  | "Bingo"                                | Turtles                                        |                                                                              |
| "Chuyện xóm trọ"                                |                      | "Sha-La-La-La-La"                      | Vengaboys                                      | Torben Lendager, Poul Dehnhardt                                              |
| "Những kiểu người trong rạp chiếu phim"         | 7 tháng 9 năm 2019   | "Mắt nai cha cha cha"                  | Hồng Ngọc                                      | Sỹ Luân                                                                      |
| "Sức mạnh của Sao Đỏ"                           | 23 tháng 9 năm 2019  | "Ông xã em number one"                 | Don Nguyễn                                     | Percy Mayfield                                                               |
| "Chuyện lần đầu tập gym"                        | 11 tháng 10 năm 2019 | Và tôi hát                             | Đoàn Thế Lân                                   | Đoàn Thế Lân                                                                 |
| "Tuổi thơ tôi"                                  | 24 tháng 10 năm 2019 | "Thằng Tàu Lai"                        | Jimmy Nguyễn                                   | tác giả Nhạc Ngoại (Trung Hoa)                                               |
| "Bạch Tuyết chuyện Hậu Hoàng sắp kể"            | 23 tháng 11 năm 2019 | "Tiểu thư kiêu kỳ"                     | Vũ Hà                                          | Nhạc ngoại; lời Việt: Hữu Ân                                                 |
| "Chị em cây khế"                                | 28 tháng 12 năm 2019 | "Anh nhà ở đâu thế"                    | Amee và B Ray                                  | Lyly                                                                         |
| "Nhìn lại 2019"                                 | 25 tháng 1 năm 2020  | "Duyên âm"                             | Hoàng Thùy Linh                                | DTAP                                                                         |
| "Cô bé nhọ nhem"                                | 11 tháng 12 năm 2021 | "Rồi tới luôn"                         | NAL                                            | NAL                                                                          |
| "Cô bé quàng khăn đỏ"                           | 27 tháng 1 năm 2022  | "Tết đong đầy"                         | Kay Trần, Nguyễn Khoa, Duck V                  | Nguyễn Khoa                                                                  |
| "Ngôi làng bất ổn"                              | 6 tháng 8 năm 2022   | "Rồi nâng cái ly"                      | NAL                                            | NAL                                                                          |
| "Đội bóng bất ổn"                               | 16 tháng 12 năm 2022 | "Mặt mộc"                              | Phạm Nguyên Ngọc, VAnh, Ân Nhi                 | Phạm Nguyên Ngọc, Ân Nhi                                                     |
| "Cô dâu GenZ"                                   | 11 tháng 7 năm 2023  | "Hình như ta thích nhau"               | Doãn Hiếu                                      | Doãn Hiếu                                                                    |
| "Đại chiến lớp trưởng"                          | 2 tháng 10 năm 2023  | "You are my crush"                     | Quân A.P, Nguyên Jenda                         | Quân A.P, Nguyên Jenda                                                       |

## Danh sách bài nhạc do ekip tự sản xuất hoặc "đặt hàng"
| Tựa đề                                     | Ngày xuất bản                     | Nhạc                              | Lời                 |
| ------------------------------------------ | --------------------------------- | --------------------------------- | ------------------- |
| "Làm có đội, ăn có hội"                    | 7 tháng 3 năm 2020                | Hứa Kim Tuyền                     | Hậu Hoàng team      |
| "Kì nghỉ Tết huyền thoại"                  | 28 tháng 4 năm 2020               | Hứa Kim Tuyền                     | Hậu Hoàng team      |
| "Sao Đỏ đại chiến - Sức mạnh của Sao Đỏ 2" | 12 tháng 6 năm 2020               | Hứa Kim Tuyền                     | Hậu Hoàng team      |
| "Bà bán cá và con cá trê"                  | 26 tháng 7 năm 2020               | Hứa Kim Tuyền                     | Hậu Hoàng team      |
| "Chiếc ví thần"                            | 31 tháng 8 năm 2020               | Hứa Kim Tuyền                     | Hậu Hoàng team      |
| "Tuổi thơ dữ dội"                          | 8 tháng 10 năm 2020               | Hứa Kim Tuyền                     | Hậu Hoàng team      |
| "Em yêu thầy cô trường lớp bạn bè"         | 19 tháng 11 năm 2020              | Hứa Kim Tuyền                     | Hứa Kim Tuyền       |
| "Thế giới ảo"                              | 2 tháng 1 năm 2021                | Hứa Kim Tuyền                     | Hậu Hoàng team      |
| "Cây tre trăm đốt"                         | 27 tháng 1 năm 2021               | Huy Đinh                          | Hậu Hoàng team      |
| "Câu chuyện bó đũa"                        | 6 tháng 5 năm 2021; 2 tháng trước | Huy Đinh                          | Hậu Hoàng team      |
| "Em bé ngoan"                              | 5 tháng 11 năm 2021               | T00n, F8 Entertainment, Prodby3nd | Tô Châu, Hoàng Long |
| "Đặc sản dâng vua"                         | 15 tháng 1 năm 2023               | Huy Đinh                          | Hậu Hoàng team      |

## Danh sách video

### Video âm nhạc
| Năm  | Tựa đề                        | Nghệ sĩ         | Chú thích         |
| ---- | ----------------------------- | --------------- | ----------------- |
| 2019 | "Kẻ cắp gặp bà già"           | Hoàng Thùy Linh | [ 23 ] [ 24 ]     |
| 2019 | "Để Mị nói cho mà nghe"       | Hoàng Thùy Linh | [ 25 ] [ 26 ]     |
| 2019 | "Hết yêu thật sao"            | Jsol            | [ 27 ] [ 28 ]     |
| 2019 | ''Chuyện tình yêu xa''        | Huy Cung        | [ 29 ]            |
| 2020 | "Sao anh chưa về nhà"         | Amee            | [ 30 ]            |
| 2020 | " Chưa có người yêu"          | Phan Mạnh Quỳnh | [ cần dẫn nguồn ] |
| 2020 | ''Thanh xuân của tôi là bạn'' | Đức Phúc        | [ cần dẫn nguồn ] |
| 2021 | "Chàng trai sơ mi hồng"       | Hoàng Duyên     | [ 31 ]            |
| 2023 | "Hỏa"                         | MLee            | [ 32 ]            |

## Danh sách chương trình tham gia
| Năm  | Chương trình     | Thời gian                            | Vai trò    | Kênh       |
| ---- | ---------------- | ------------------------------------ | ---------- | ---------- |
| 2020 | Kỳ tài thách đấu | 5 tháng 4, 2020                      | Khách mời  | HTV7       |
| 2020 | 7 nụ cười xuân   | 9 tháng 11, 2020                     | Khách mời  | HTV7       |
| 2020 | Sao nhập ngũ     | 6 tháng 12, 2020 – 21 tháng 3, 2021  | Người chơi | QPVN, VTV3 |
| 2021 | Sàn đấu vũ đạo   | 12 tháng 6, 2021 – 4 tháng 12, 2021  | Người chơi | HTV7       |
| 2023 | Trạng nguyên nhí | 8 tháng 7, 2023 – 9 tháng 9, 2023    | MC         | VTV3       |
| 2024 | Chị đẹp đạp gió  | 26 tháng 10, 2024 – 25 tháng 1, 2025 | Người chơi | VTV3       |
| 2025 | Sao nhập ngũ     | 3 tháng 8, 2025 - nay                | Người chơi | QPVN       |

## Diễn xuất
- Táo Liên Quân (2021–2024)

## Giải thưởng và đề cử
| Năm  | Lễ trao giải            | Hạng mục                                | Đề cử cho             | Kết quả   | Chú thích     |
| ---- | ----------------------- | --------------------------------------- | --------------------- | --------- | ------------- |
| 2019 | METUB WebTV Asia Awards | Most Popular Creator of The Year        | Bản thân              | Đoạt giải | [ 11 ] [ 12 ] |
| 2019 | METUB WebTV Asia Awards | Creator Collaboration Video of the Year | "Sức mạnh của Sao Đỏ" | Đoạt giải | [ 11 ] [ 12 ] |
| 2019 | WeChoice Awards         | Sản Phẩm Hài/Chế Của Năm                | "Sức mạnh của Sao Đỏ" | Đề cử     |               |
| 2019 | WeChoice Awards         | Hot Content Creator                     | Bản thân              | Đề cử     |               |
| 2020 | WeChoice Awards         | Hot YouTuber của năm                    | Bản thân              | Đề cử     | [ 33 ]        |

### Giải khác
- YouTube Rewind 2019 (Việt Nam): Top 10 video nổi bật – "Những chị đại học đường" (vị trí số 1)[9][10]
- Top 10 Video nổi bật nhất YouTube 2020 (Việt Nam): [Nhạc chế] Nhìn lại 2019 - Hậu Hoàng - Cảm ơn tất cả mọi người (vị trí số 1)
- Top 10 nhà sáng tạo YouTube nổi bật năm 2020 (Việt Nam) - Vị trí thứ 3